# Közönséges szénalepke
A közönséges szénalepke (Coenonympha glycerion) a rovarok (Insecta) osztályának lepkék (Lepidoptera) rendjébe, ezen belül a tarkalepkefélék (Nymphalidae) családjába tartozó faj.

## Előfordulása
Ez a szénalepkefaj Európa keleti felén, valamint Ázsia mérsékelt övi részein fordul elő. A száraz füves élőhelyeket kedveli.
Júniustól augusztusig repül.

## Alfajai
- Coenonympha glycerion alta
- Coenonympha glycerion beljaevi Dubatolov, 1997
- Coenonympha glycerion heroides
- Coenonympha glycerion iphiclis
- Coenonympha glycerion korshunovi

## Megjelenése
Sötét tónusú, lekerekített szárnyú lepke. A közönséges szénalepke elülső szárnya 1,5–1,8 centiméter hosszú, fonákja gesztenyebarna. Hátulsó szárnyának fonákja szürkésbarna, változó számú fehér gyűrűs szemfolttal. A szárnyak felszíne a fonákhoz hasonló színében és mintázatában, a hátsó szárny szemfoltjai kevésbé szembetűnőek. A hím felül sötétbarna, a nőstény sárgásbarna.
Fűféléket, főleg gyöngyperjét (Melica) fogyaszt.